# Crédit Agricole (wielerploeg)
Crédit Agricole was een Franse wielerploeg, gesponsord door de gelijknamige Franse bank. De ploeg bestond sinds het najaar van 1998 als opvolger van GAN, maar de geschiedenis van de ploeg gaat terug tot 1901, omdat GAN weer voortkwam uit de Z-formatie en Z op zijn beurt weer uit de vermaarde Peugeot wielerploeg.
Manager van het team was Roger Legeay, die werd geassisteerd door ploegleiders Serge Beucherie, Jean-Jacques Henry, Michel Laurent en Dennis Roux. Aan de ploeg was gedurende enige jaren ook een beloftenteam verbonden, maar met de invoering van de UCI ProTour in 2005, waartoe Crédit Agricole ook behoorde, werd dat team opgeheven. In 2008 stopte Credit Agricole met sponsoren en was het einde van de ploeg een feit.

## Grote rondes
| Jaar | Ronde van Italië      | Ronde van Italië        | Ronde van Frankrijk                | Ronde van Frankrijk               | Ronde van Spanje                | Ronde van Spanje      |
| Jaar | hoogste klassering    | etappewinst             | hoogste klassering                 | etappewinst                       | hoogste klassering              | etappewinst           |
| ---- | --------------------- | ----------------------- | ---------------------------------- | --------------------------------- | ------------------------------- | --------------------- |
| 1999 | geen deelname         | geen deelname           | 30e François Simon                 |                                   | geen deelname                   | geen deelname         |
| 2000 | geen deelname         | geen deelname           | 48e Bobby Julich                   |                                   | geen deelname                   | geen deelname         |
| 2001 | geen deelname         | geen deelname           | 18e Bobby Julich                   | 5e Ploegentijdrit 16e Jens Voigt  | geen deelname                   | geen deelname         |
| 2002 | geen deelname         | geen deelname           | 67e Frédéric Bessy                 | 18e Thor Hushovd                  | geen deelname                   | geen deelname         |
| 2003 | geen deelname         | geen deelname           | 8e Christophe Moreau               |                                   | geen deelname                   | geen deelname         |
| 2004 | geen deelname         | geen deelname           | 12e Christophe Moreau              | 8e Thor Hushovd                   | geen deelname                   | geen deelname         |
| 2005 | 8e Pietro Caucchioli  | 16e Christophe Le Mével | 11e Christophe Moreau Thor Hushovd |                                   | 21e Aleksandr Botsjarov         | 5e Thor Hushovd       |
| 2006 | 14e Patrice Halgand   |                         | 16e Pietro Caucchioli              | Proloog en 20e Thor Hushovd       | 32e Dmitri Fofonov Thor Hushovd | 6e Thor Hushovd       |
| 2007 | 27e Pietro Caucchioli |                         | 26e Dmitri Fofonov                 | 4e Thor Hushovd                   | 27e Aleksandr Botsjarov         |                       |
| 2008 | geen deelname         | geen deelname           | 18e Aleksandr Botsjarov            | 2e Thor Hushovd 15e Simon Gerrans | 13e Nicolas Roche               | 10e Sébastien Hinault |